# Astragalus falciformis
Astragalus falciformis es una especie de planta del género Astragalus, de la familia de las leguminosas, orden Fabales.

## Distribución
Astragalus falciformis se distribuye por Argelia y Túnez.

## Taxonomía
Fue descrita científicamente por Desf. Fue publicado en Fl. Atlant. 2: Emend. (1800).
Sinonimia
- Astragalus leptophylla (Desf.) Kuntze
Astragalus tunetanus Willd.
Astragalus leptophyllus Desf.